# Merilyn Uudmäe
Merilyn Uudmäe (Tartu, 26 marzo 1991) è una triplista estone.

## Biografia
Figlia del campione olimpico Jaak Uudmäe, oro a Mosca 1980, Merilyn ha seguito le orme paterne gareggiando nel salto triplo. Ha gareggiato nei circuiti NCAA negli Stati Uniti con il team dell'Università dell'Alabama.
Vincitrice di numerosi titoli nazionali nei salti in estensione, nel 2017 ha debuttato con la nazionale seniores agli Europei indoor in Serbia.

## Palmarès
| Anno | Manifestazione | Sede     | Evento         | Risultato | Prestazione | Note |
| ---- | -------------- | -------- | -------------- | --------- | ----------- | ---- |
| 2017 | Europei indoor | Belgrado | Salto triplo   | 14ª (q)   | 13,55 m     |      |
| 2018 | Europei        | Berlino  | Salto triplo   | 21ª (q)   | 13,74 m     |      |
| 2019 | Europei indoor | Glasgow  | Salto triplo   | 13ª (q)   | 13,40 m     |      |
| 2019 | Giochi europei | Minsk    | Salto in lungo | 28ª       | 5,75 m      |      |

## Altre competizioni internazionali
2019
- agli Europei a squadre (2nd League) ( Varaždin), salto triplo - 13,56 m